# آگوستین برتومئو
آگوستین برتومئو (اسپانیایی: Agustín Bertomeu‎؛ زادهٔ ۱۸ آوریل ۱۹۳۹) بازیکن بسکتبال اهل اسپانیا بود. وی در بازی‌های المپیک تابستانی ۱۹۶۰ شرکت کرده‌است.